# Planeta de carboni

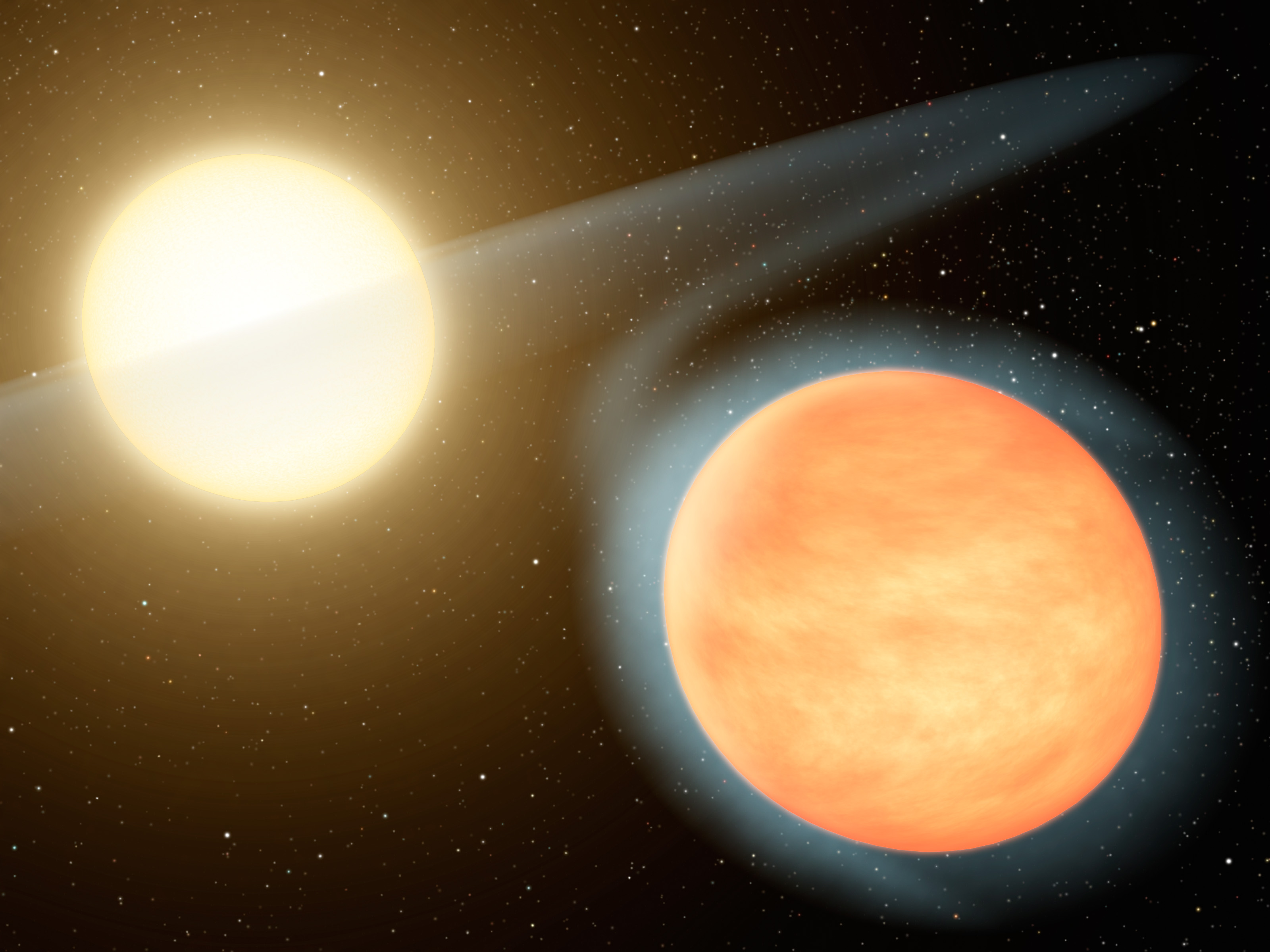
Concepció artística del planeta WASP-12b, el telescopi espacial Spitzer trobà que contenia més carboni que oxigen.

Un planeta de carboni, també conegut com a planeta de diamant, és un tipus de planeta teòric proposat per Marc Kuchner que es formaria si el disc protoplanetari és ric en carboni i pobre en oxigen. Segons la ciència planetària, es desenvoluparien de forma diferent a la Terra, Mart o Venus fets bàsicament de compostos d'oxigen-silici.
Aquest tipus de planeta probablement tindria un nucli ric en ferro o acer com el planetes terrestres coneguts. Al voltant del nucli hi hauria carbur de silici i carbur de titani fos. Per sobre, un capa de carboni en forma de grafit, possiblement amb un substrat d'un quilòmetre de gruix de diamant si hi ha prou pressió. Durant les erupcions volcàniques, els diamants de l'interior podrien pujar a la superfície, formant muntanyes de diamant i carbur de silici. La superfície podria contenir hidrocarburs congelats o líquids (quitrà i metà) i monòxid de carboni. Podria haver una gran manca d'aigua en el planeta. La vida extraterrestre podria existir amb la presència d'aigua.
El púlsar PSR 1257+12 podria tenir planetes de carboni que s'haurien format de la disrupció d'una estrella de carboni. Els planetes de carboni es podrien localitzar prop del nucli galàctic o de cúmuls globulars que orbitin la galàxia, on les estrelles tenen una ràtio de carboni oxigen més alta que la del Sol. Quan una estrella vella mor, expulsa grans quantitats de carboni. Amb el pas del temps més i més generacions d'estrelles moren i la concentració de carboni i planetes de carboni s'incrementa.

## Característiques

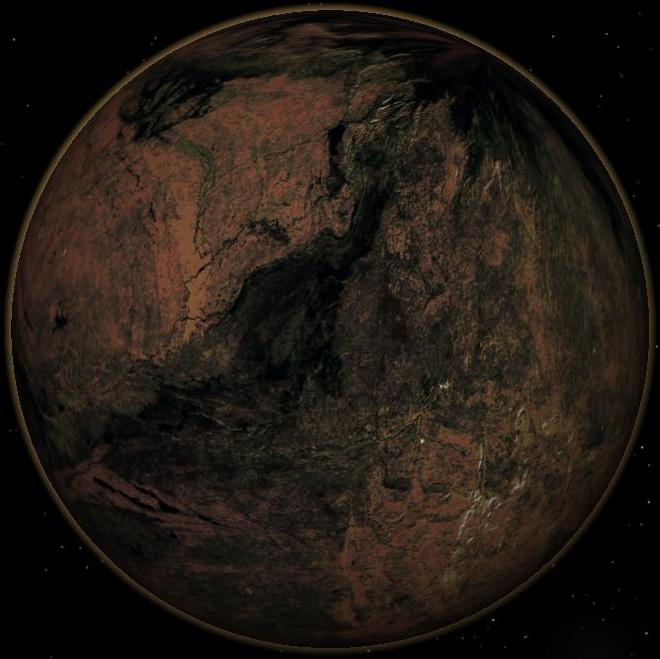
Concepció artística d'un planeta de carboni. La superfície és fosca i vermellosa a causa dels dipòsits d'hidrocarburs.

Els planetes de carboni serien similars en diàmetre als de silicats i aigua de la mateixa massa, fent que sigui difícil diferenciar-los. Podria haver equivalències amb les estructures geològiques de la Terra, però amb diferent composició. Per exemple, rius d'olis. Si la temperatura és prou baixa (sota 350 K), llavors els gasos podrien sintetitzar fotoquímicament cadenes d'hidrocarburs llargues, que podrien ploure a la superfície.

## Darrers descobriments
El telescopi espacial Spitzer trobà que el planeta WASP-12b tenia una quantitat de carboni respecte de l'oxigen superior a u. La descoberta fa més probable l'existència de planetes de carboni
Un altre objecte interessant descobert el 2011, pel telescopi espacial de la Missió Kepler, i anunciat per l'Organització per a la Recerca Industrial i Científica de la Mancomunitat d'Austràlia (CSIRO) és un romanent de nana blanca en el que els estrats més externs han estat despullats per l'acció del púlsar PSR J1719-1438, aquest objecte gira a dues hores i deu minuts, es troba a una distància de 600.000 km (una vegada i mitja la distància entre la Terra i la Lluna). S'ha estimat una massa de 13 masses jovianes, un diàmetre de prop de 689.000 km i una densitat de 103kg/m3 (prop del doble que la del plom) aquestes dades són compatibles amb l'existència d'estrats de carboni en forma cristal·lina.

## Ficció
La novel·la 2061: Odissea tres d'Arthur C. Clarke, tot i que no presenta planetes de carboni, inclou el concepte de cinturó d'asteroides i meteorits compostos principalment de diamant.